# 지부티의 경제
지부티의 경제는 홍해에 위치한 전략적 위치로부터 비롯된다. 지부티는 대부분 메마른 지역으로 농업과 산업 분야가 거의 발달하지 않았다. 지부티는 혹독한 기후, 대부분 비숙련 노동력, 그리고 제한된 천연자원을 가지고 있다. 지부티의 가장 중요한 경제적 자산은 홍해와 아덴만을 연결하는 전략적 위치이다. 지부티의 경제는 서비스 부문이 주도하고 있으며, 지역을 위한 환승항과 국제 환적 및 급유 센터로서의 서비스를 제공한다.
1991년부터 1994년까지 지부티는 내전을 겪었고 이는 경제에 엄청난 영향을 미쳤다. 그 이후로, 지부티는 정치적 안정으로부터 이익을 얻었다. 최근 몇 년간 지부티는 2003년 이후 연평균 국내총생산이 3% 이상 향상되는 등 거시경제 안정성이 크게 개선됐다. 이는 10년 동안 마이너스 또는 저성장이 지속된 후 나온 것으로 공공금융 개선, 항만관리 개혁, 외국인 투자 등을 목표로 한 재정 조정 덕분이다.
최근 완만하고 안정적인 성장에도 불구하고 지부티는 일자리 창출과 빈곤 감소와 같은 많은 경제적 도전에 직면해 있다. 연평균 인구 증가율이 2.5%인 상황에서 1인당 국민소득 증가율에는 큰 도움이 되지 않는다. 실업률은 60%에 육박할 정도로 매우 높으며 빈곤 확산의 주요 원인이다. 최근 몇 년 동안, 중국의 투자와 부채에 대한 중국의 의존도 또한 정밀 조사를 받게 되었다.
세계은행의 2020년 보고서에 따르면 지부티는 190개 경제국 중 사업 용이성에 관한 한 112위였다.

## 경제성과
1990년대 무력 충돌과 경제적 어려움을 겪은 지부티는 상대적 정치적 안정과 거시경제 조정 노력의 성과로 최근 몇 년간 안정적인 경제 성장을 경험했다.
재정 조정 방안에는 공무원 감원, 훨씬 더 강력한 재정 기반 위에 제도를 두는 연금 개혁 시행, 공공 지출 기관 강화 등이 포함되었다. 2003년부터 2005년까지 연간 실질 GDP 성장률은 서비스업에서의 좋은 실적과 소비 호조에 힘입어 2000년대 중반 평균 3.1%였으며 2019년에는 7.8%에 달했다. 21세기에 인플레이션은 지부티 프랑과 미국 달러의 고정 고정 고정 페깅을 통해 낮은 수준을 유지해왔지만, 2000년대 후반에는 지난 20년 평균의 3배에 달하는 급격한 상승을 경험했다.
경제 성장을 경험했음에도 불구하고, 지부티는 높은 실업률로 계속 고군분투하고 있다. 공식 집계에 따르면 실업률은 10%를 약간 넘지만 국제 추정치는 실업률이 60%에 가까운 것으로 보고 있다. 게다가, 디젤로 생산된 전기에 대한 의존과 음식과 물과 같은 기본적인 필수품들을 수입해야 하는 필요성은 평균 소비자들을 세계적인 가격 충격에 취약하게 만든다.
지부티의 국내 총생산은 1985년 3억 4100만 달러에서 2019년 33억 달러로 연평균 6% 이상 성장했다.
낮은 세수와 공공 인프라에 대한 높은 지출은 지부티가 예산 적자로 어려움을 겪고 있는 것을 볼 수 있다. 게다가, 지부티의 공공 부채는 2015년 GDP의 50.2퍼센트에서 2020년 예상 72.9퍼센트로 급격히 증가했다.

## 국제수지
지부티의 상품 무역수지가 큰 적자를 보이고 있다. 수입에 대한 요구가 엄청나고 수출 기반이 협소하기 때문이다. 지부티는 서비스수지에서 상당한 흑자를 내고 있지만 상품무역수지 적자보다는 흑자 규모가 작았다. 그 결과 지부티는 2019년 1,300억 프랑을 돌파할 정도로 높은 수준의 무역 적자를 기록하고 있다.

## 부문

### 무역

2019년 지부티 수출액 비례대표

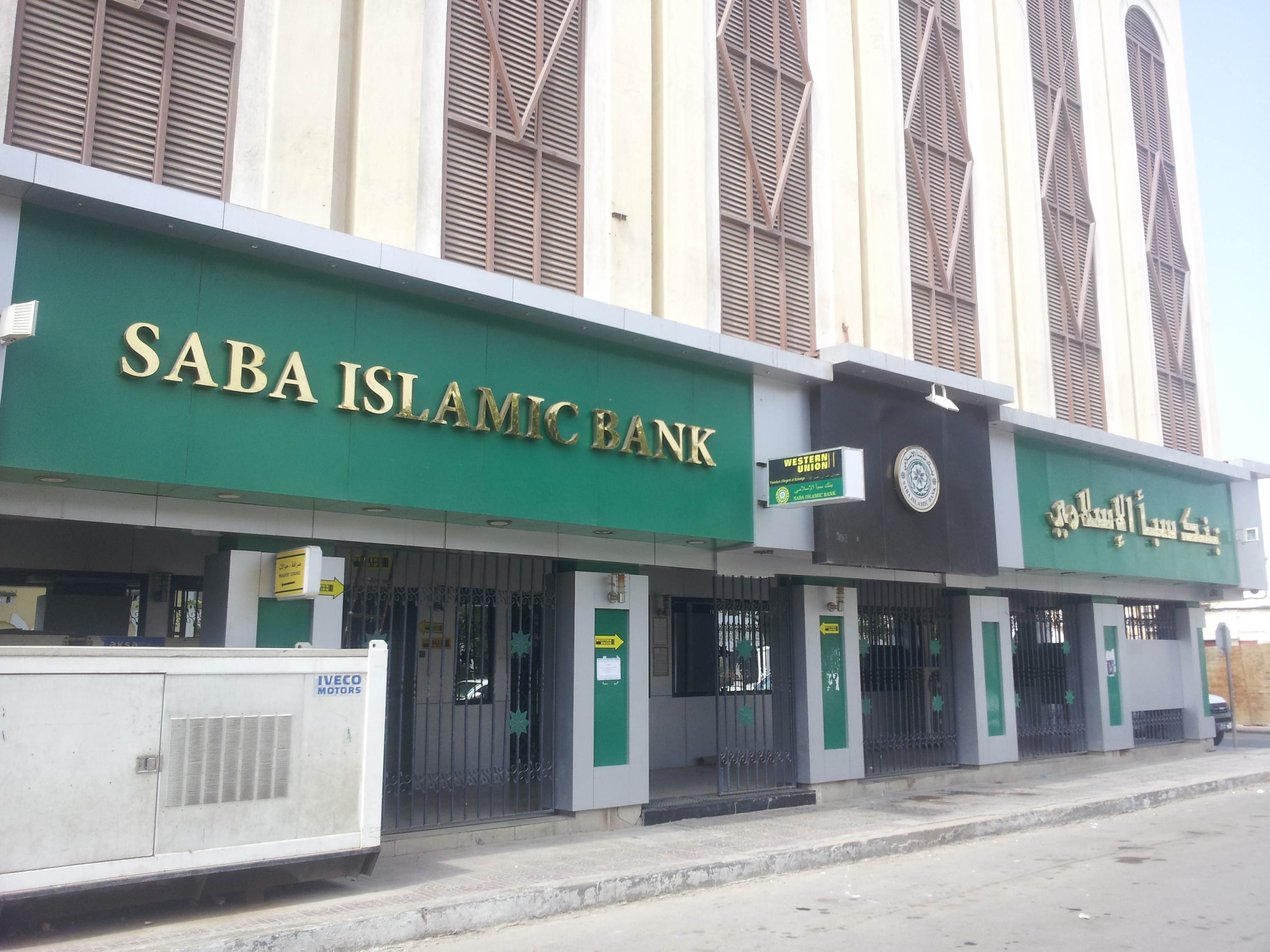
지부티 사바 이슬람 은행 지점

지부티를 통과하는 지역의 주요 수출품은 커피, 소금, 가죽, 말린 콩, 곡물, 다른 농산물, 분필, 왁스이다. 지부티 자체는 수출이 거의 없고 수입의 대부분은 프랑스에서 온다. 대부분의 수입품은 지부티에서 소비되고 나머지는 에티오피아와 소말리아로 간다. 지부티의 불리한 무역수지는 운송세, 항만비 등 눈에 보이지 않는 수익으로 부분적으로 상쇄된다. 1999년 미국의 지부티 수출은 총 2670만 달러였으며 지부티 수입은 100만 달러 미만이었다. 지부티에는 유일하게 포장된 공항이 있다.

### 관광업
2013년에 63,000명의 외국인 관광객이 지부티를 방문했고, 지부티는 방문객을 위한 주요 관광지이며, 관광 수입은 2013년에 4,300만 달러 감소했다.

## 같이 보기
- 유엔 아프리카 경제 위원회